# بارتولوميو ايمو
بارتولوميو ايمو (بالإيطالية: Bartolomeo Aymo)‏ مواليد 24 سبتمبر 1889 في إيطاليا - الوفاة 01 ديسمبر 1970 في تورينو، كان دراج إيطالي في صنف سباق الدراجات على الطريق.

## سجل النتائج

### سباقات أو مراحل فاز بها
- طواف فرنسا
- طواف إيطاليا

## وصلات خارجية
- الموقع الرسمي

## روابط خارجية
- بارتولوميو ايمو على موقع أرشيف الدراجات (الإنجليزية)
- بارتولوميو ايمو على موقع إحصائيات الدراجات الإحترافية (الإنجليزية)
- بارتولوميو ايمو على موقع CycleBase (الإنجليزية)